# Lenora Fisher
Lenora Fisher (6 gennaio 1937) è un'ex nuotatrice canadese.
Specializzata nel dorso e nello stile libero, ha partecipato ai Giochi di Helsinki 1952 e di Melbourne 1956, gareggiando nei 100m dorso. Nell'edizione del '52 gareggiò anche nella Staffetta 4×100m sl.
Ai Giochi panamericani del 1955, ha vinto 1 oro nei 100m dorso, ed 1 argento nella Staffetta mista 4x100m.
È la cognata dei nuotatori olimpici Sandy ed Allen Gilchrist.